# الجامع الأزرق (القدس)
الجامع الأزرق هو مسجد تاريخي اندثر، كان يقع في أعلى محلة الجواعنة في القدس القديمة، إلى جوار المسجد اليعقوبي. يُنسب إلى الشيخ إبراهيم الأزرق الذي تُوفي سنة 780 هـ / 1378م، وقد دُفن فيه، إلى جانب بعض من تلامذته والمجاورين له.

## الموقع
ذكر المؤرخ المقدسي مجير الدين الحنبلي المسجد في مصنّفه، وحدد موقعه بدقة: شرق زاوية البلاسي، وقريباً من "مقبرة الأطفال"، ودار وقف قنديل الجارية، التي كانت تابعة لأوقاف الخليل عليه السلام، وكذلك بجوار الحرم القدسي والصخرة المشرفة.
وقد وردت إشارات إلى المسجد في خرائط عثمانية تعود إلى القرن التاسع عشر، ما يدل على استمرار معرفة الناس بموقعه حتى الفترات المتأخرة، قبل أن يندثر نهائيًا.

## تاريخ المسجد
بُني الجامع الأزرق قبل سنة 780 هـ، وهي السنة التي تُوفي فيها مؤسسه الشيخ إبراهيم الأزرق. ويُرجح أنه شُيّد في منتصف القرن الثامن الهجري/الرابع عشر الميلادي، في وقت كانت تشهد فيه القدس نهضة عمرانية وروحية ضمن رعاية الدولة المملوكية.
وقد أُشير إليه في وثائق محفوظة ضمن سجلات مؤسسة إحياء التراث والبحوث الإسلامية – القدس، تعود إلى أواخر العهد العثماني، وتؤكد هذه الوثائق أن دار الجامع كانت مؤجرة لقاء مبلغ 535 قرشًا سنويًا، مما يدل على تراجع دوره الديني وتحوله إلى سكن أو مؤسسة عامة مع مرور الوقت.

## في العهد العثماني
شهد المسجد تعديات خلال الفترة المتأخرة من الحكم العثماني. ففي نهايات القرن التاسع عشر، استأجر مستشفى مسكاب لِداخ الموقع، واغتنم الفوضى المصاحبة للحرب العالمية الأولى فقام ببناء غرفة وفتح نوافذ في أرض المسجد. صدر لاحقًا قرار عثماني بإزالة التعدي وهدم الغرفة الجديدة، إلا أن انهيار الدولة العثمانية حال دون تنفيذ القرار. وبذلك استحوذت إدارة المستشفى على المبنى، واختفى المسجد تدريجيًا من معالم المدينة.
وتشير مصادر محلية أن المقبرة المجاورة للمسجد – والتي كانت تضم أطفالًا وتلامذة الشيخ الأزرق – قد زالت أيضًا، ولم يبق لها أثر ظاهر في الموقع المعاصر.

## الاسم والدلالة
يرجح أن اسم "الجامع الأزرق" يعود إلى لون قبته أو زخارفه الزرقاء، وهو نمط زخرفي شاع في بعض المساجد المملوكية. ولا يوجد أي ارتباط بينه وبين الجامع الأزرق في إسطنبول، إذ يسبقه زمنيًا. وقد يكون الشيخ إبراهيم الأزرق نفسه لُقّب بـ"الأزرق" إشارة إلى زيٍّ صوفي أو لقب روحي، وهو ما كان شائعًا لدى المتصوفة آنذاك.

## أهمية المسجد
رغم اندثاره، يُعد الجامع الأزرق شاهدًا على مرحلة تاريخية مزدهرة في القدس. وكان مركزًا روحيًا صغيرًا مرتبطًا بشخصية دينية محلية، وله طابع مجتمعي يعكس بنية الوقف الإسلامي آنذاك. كما يُسهم وجوده في توثيق تطور العمران الديني في محلة الجواعنة، إحدى الحارات الأقل توثيقًا في البلدة القديمة.

## الحالة الراهنة
لا توجد بقايا مرئية للمسجد حاليًا، وقد دُمجت أرضه ضمن أبنية قائمة تعود لمستشفى "مسكاب لداخ" وما حوله. إلا أن اسمه لا يزال محفوظًا في الوثائق الوقفية، وفي مؤلفات المؤرخين المقدسيين.